# 希瑟·鲍恩
希瑟·鲍恩（英語：Heather Bown，1978年11月29日—），美国女子排球运动员。她曾代表美国参加2000年、2004年和2008年夏季奥林匹克运动会排球比赛，其中2008年奥运会获得一枚银牌。